# Dům čp. 409 (Štramberk)
Dům čp. 409 stojí na ulici Zauličí ve Štramberku v okrese Nový Jičín. Roubený dům byl postaven v roce 1835. Byl zapsán do Ústředního seznamu kulturních památek ČR před rokem 1988 a je součástí městské památkové rezervace.

## Historie
Podle urbáře z roku 1558 bylo na náměstí postaveno původně 22 domů s dřevěným podloubím, kterým bylo přiznáno šenkovní právo, a sedm usedlých na předměstí. Uprostřed náměstí stál pivovar. V roce 1614 je uváděno 28 hospodářů, fara, kostel, škola a za hradbami 19 domů. Za panování jezuitů bylo v roce 1656 uváděno 53 domů. První zděný dům čp. 10 byl postaven na náměstí v roce 1799. V roce 1855 postihl Štramberk požár, při němž shořelo na 40 domů a dvě stodoly. V třicátých letech 19. století stálo nedaleko náměstí ještě dvanáct dřevěných domů.
Původní roubený dům čp. 409 byl postaven v roce 1835. V průběhu let byl několikrát opravován. V roce 1932 byla k roubené zadní části přistavěna zděná přístavba. V roce 2008 byla provedena celková rekonstrukce domu, při níž byla postavena nová roubená část, objekt byl mírně zvýšen a zastřešen novou střechou s vikýři. Objekt je součásti původní předměstské zástavby ve Štramberku.

## Stavební podoba
Dům je přízemní roubená a částečně zděná stavba na obdélném půdorysu, je orientovaná zděnou jednoosou štítovou (východní) stranou do ulice. Stavba je postavena na kamenné omítané podezdívce, která vyrovnává vysokou svahovou nerovnost. V podezdívce a částečném zahloubení do svahu je valeně klenutý sklepní prostor přístupný z jižní strany. Východní část domu je zděná, na jižní straně dvouosá s hlavním vchodem, ke kterému vedou z ulice betonové schody. Vchod je zaklenut valeně stlačeným záklenkem. Boční pavlač je podél jižní zděné okapové strany. Štítové průčelí roubené části je dvouosé. Štíty jsou trojúhelníkové, nad roubenm průčelím svisle bedněný s podlomenicí v patě štítu, nad zděnou části je zděný štít s jedním kaslíkovým oknem. Střecha je sedlová s krytá pálenou střešní taškou, na jižní straně jsou tři vikýře s pultovou střechou. V interiéru (chodba, kuchyň a světnice) jsou dochovány trámové stropy, na středovém trámu je datace stavby rok 1835. V komoře zaklenuté pruskou plackou je chlebová pec.